# Nedre Vättern
Nedre Vättern är en sjö i Skinnskattebergs kommun i Västmanland och ingår i Norrströms huvudavrinningsområde. Sjön är 17,6 meter djup, har en yta på 4,89 kvadratkilometer och befinner sig 89 meter över havet. Sjön avvattnas av vattendraget Hedströmmen. Vid provfiske har en stor mängd fiskarter fångats, bland annat abborre, braxen, gers och gädda.

## Delavrinningsområde
Nedre Vättern ingår i det delavrinningsområde (663266-149160) som SMHI kallar för Utloppet av Nedre Vättern. Medelhöjden är 139 meter över havet och ytan är 61 kvadratkilometer. Räknas de 35 avrinningsområdena uppströms in blir den ackumulerade arean 481,7 kvadratkilometer. Hedströmmen som avvattnar avrinningsområdet har biflödesordning 3, vilket innebär att vattnet flödar genom totalt 3 vattendrag innan det når havet efter 193 kilometer. Avrinningsområdet består mestadels av skog (71 procent). Avrinningsområdet har 7,02 kvadratkilometer vattenytor vilket ger det en sjöprocent på 11,5 procent. Bebyggelsen i området täcker en yta av 2,07 kvadratkilometer eller 3 procent av avrinningsområdet.

## Fisk
Vid provfiske har följande fisk fångats i sjön:
- Abborre
- Braxen
- Gärs
- Gädda
- Gös
- Löja
- Mört
- Nors
- Sarv
- Siklöja

## Sjöolycka
Den 27 augusti 1961 inträffade en svår båtolycka på Nedre Vättern.  Åtta personer – sex män och två pojkar i skolåldern – omkom då deras båt kapsejsade.